# بازرگانی دیجیتال
بازرگانی دیجیتال (به انگلیسی: Digital commerce) بصورت مخفف: D-commerce؛ اصطلاحی جامع است که شامل تمام نقاط تماس و اقدامات در سراسر فرایند خرید اینترنتی مشتری شده و شامل همه موارد از بازاریابی و تبلیغات گرفته تا تجزیه و تحلیل و خدمات مشتریان می‌شود.
اگر فرایند تجارت الکترونیکی کاملاً خودکار باشد، از بازاریابی و فروش گرفته تا تحویل محصول، بازرگانی دیجیتال محسوب می‌شود. در حالی که خودکارسازی کامل کاری دشوار است، برخی از بزرگ‌ترین شرکت‌های خرده فروشی جهان در حال حاضر این سیستم‌ها را پیاده‌سازی می‌کنند.
در ساده‌ترین تعریف، بازرگانی دیجیتال این توانایی را برای مصرف‌کنندگان فراهم می‌کند که خدمات و محصولات را به صورت آنلاین، بدون نیاز به صحبت یا تماس با کسی خریداری کنند – این فرآیندی است که از ابتدا تا پایان عملیات فروش کالا و خدمات، از طریق کانال‌های دیجیتالی انجام می‌شود.
بازرگانی دیجیتال تمام جنبه‌های تصمیم‌گیری خرید آنلاین را در بر می‌گیرد.
بازرگانی دیجیتال به ویترین فروشگاه‌های آنلاین یا بازارها محدود نمی‌شود، بلکه می‌تواند کانال‌های دیگری مانند برنامه‌های تلفن همراه، چت بات‌ها و پلتفرم‌های رسانه‌های اجتماعی را نیز شامل شود.
در بازرگانی دیجیتال، کسب‌وکارها از فناوری‌های دیجیتال استفاده می‌کنند تا تجربه یکپارچه مشتری را در تمام نقاط تماس ارائه دهند که شامل بهینه‌سازی تمام محتوا و فرایندها برای همه اشکال تعامل دیجیتالی، از جمله بهینه‌سازی موتور جستجو (SEO)، تجربه کاربری (UX)، و پاسخگویی تلفن است.
بازرگانی دیجیتال شامل عناصر زیر است:
- مدیریت محتوا
- پرس و جو و تجزیه و تحلیل داده‌ها
- طراحی تجربه کاربری
- مشارکت مشتریان و حفظ مشتریان

بازرگانی دیجیتال بر مشتری تمرکز می‌کند و سعی می‌کند که تجربه مشتری را در هر نقطه تماس در طول فرایند خرید بهبود بخشد.
بازرگانی دیجیتال و تجارت الکترونیک دو اصطلاحی هستند که اغلب به جای یکدیگر استفاده می‌شوند، اما در واقع تفاوت‌هایی دارند. در حالی که هر دو شامل خرید و فروش کالا یا خدمات از طریق اینترنت می‌شوند، تفاوت‌های اساسی نیز دارند که درک آنها مهم است.

## تفاوت با تجارت الکترونیک
در حالی که تجارت الکترونیک و بازرگانی دیجیتال شباهت‌هایی دارند، تفاوت‌های مهمی نیز با هم دارند. برخی از تفاوت‌های اصلی آنها در حوزه‌های زیر است:
دامنه: تجارت الکترونیک به‌طور خاص به خرید و فروش کالا یا خدمات آنلاین اشاره دارد، در حالی که بازرگانی دیجیتال تمام جنبه‌های فرایند خرید مصرف‌کننده، از تحقیق تا پشتیبانی پس از خرید را در بر می‌گیرد.
کانال‌ها: تجارت الکترونیک معمولاً محدود به ویترین‌ها و بازارهای آنلاین است، در حالی که بازرگانی دیجیتال شامل تمام نقاط تماس دیجیتال مانند رسانه‌های اجتماعی، برنامه‌های تلفن همراه، ربات‌های گفتگو و موارد دیگر می‌شود.
تمرکز: تجارت الکترونیک بر سهولت یافتن و خرید محصولات به صورت آنلاین برای مشتریان متمرکز است، در حالی که بازرگانی دیجیتال بر ارائه یک تجربه مشتری یکپارچه در تمام نقاط تماس دیجیتالی متمرکز است.
راهبرد: تجارت الکترونیک روشی برای فروش محصولات به صورت آنلاین است، در حالی که بازرگانی دیجیتال یک رویکرد استراتژیک است که از فناوری‌های دیجیتال برای ارائه یک تجربه جامع برای مشتری استفاده می‌کند.
بهینه‌سازی: پلت‌فرم‌های تجارت الکترونیک برای معاملات آنلاین بهینه‌سازی شده‌اند، در حالی که بازرگانی دیجیتال برای همه اشکال تعامل دیجیتال، از جمله SEO, UX، پاسخگویی تلفن همراه و موارد دیگر بهینه شده‌است.